# Torremocha de Jarama
Torremocha de Jarama ist eine Gemeinde (municipio) mit 1.132 Einwohnern (Stand: 2024) in der Autonomen Gemeinschaft Madrid im Zentrum Spaniens. 

## Lage und Klima
Torremocha de Jarama liegt etwa 55 Kilometer nordnordöstlich von Madrid in einer Höhe von ca. 705 m. Der Jarama begrenzt die Gemeinde im Osten. 
Das Klima ist im Winter rau, im Sommer dagegen gemäßigt bis warm; Regen (ca. 467 mm/Jahr) fällt übers Jahr verteilt.

## Bevölkerungsentwicklung
| Jahr      | 1970 | 1981 | 1991 | 2001 | 2011 | 2021 |
| Einwohner | 214  | 173  | 237  | 351  | 861  | 1079 |

Der Bevölkerungsschub zu Beginn des 21. Jahrhunderts ist auf den Neubau von Wohnsiedlungen zurückzuführen.

## Wirtschaft und Infrastruktur
Die Gemeinde war jahrhundertelang landwirtschaftlich orientiert; im Ort selbst ließen sich Händler, Handwerker und Dienstleister aller Art nieder.

## Sehenswürdigkeiten
- Petruskirche (Iglesia de San Pedro Apóstol) aus dem 13. Jahrhundert, Denkmal seit 1996
- Rathaus
- Turm von Torritón
- Landwirtschaftsmuseum

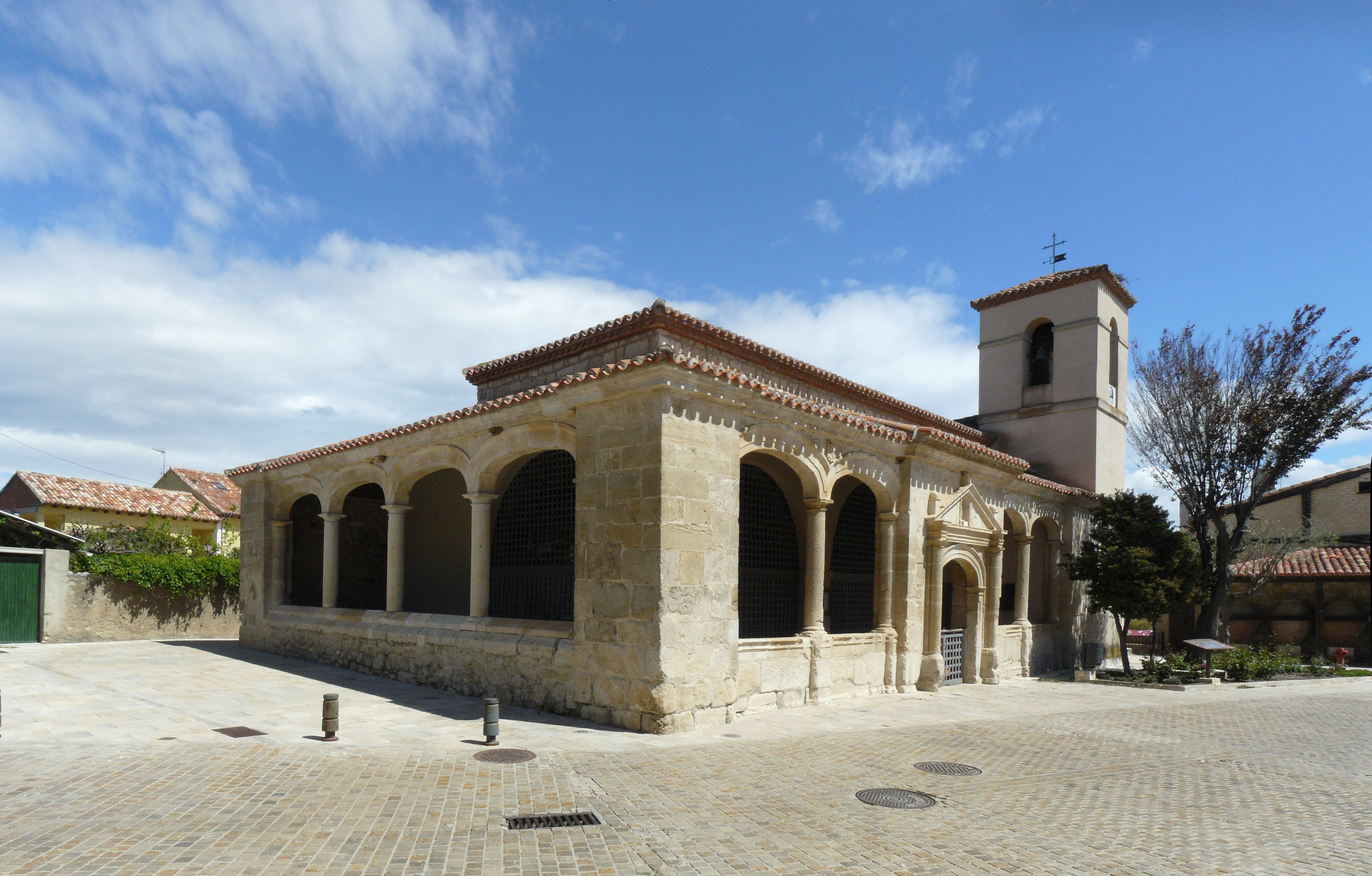
Petruskirche
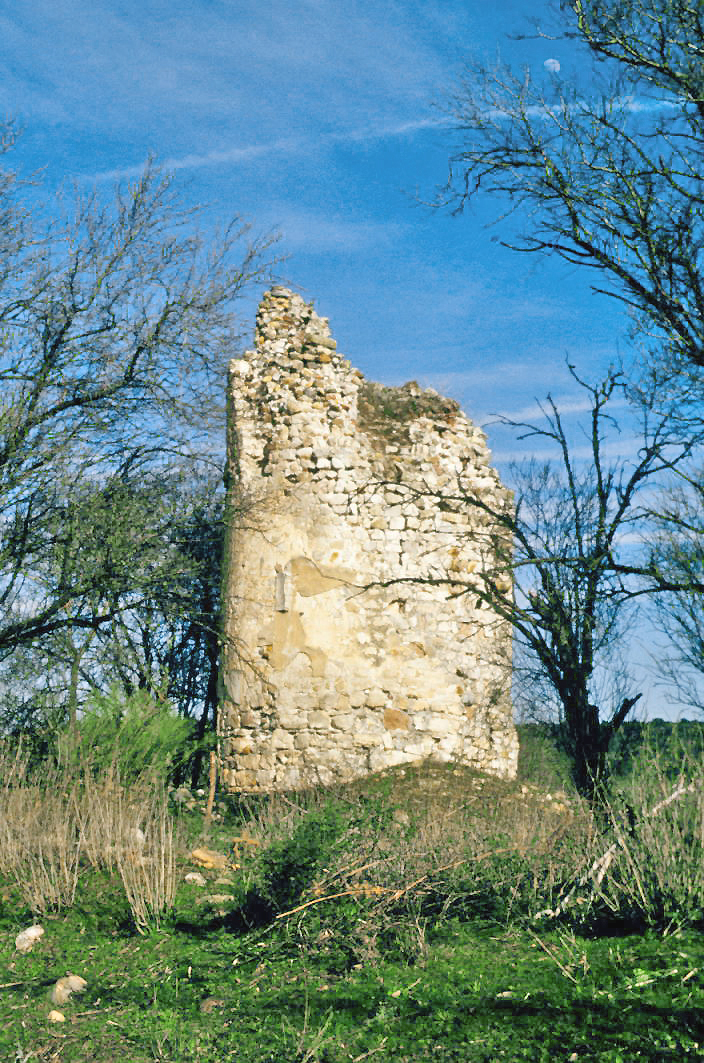
Turm von Torritón
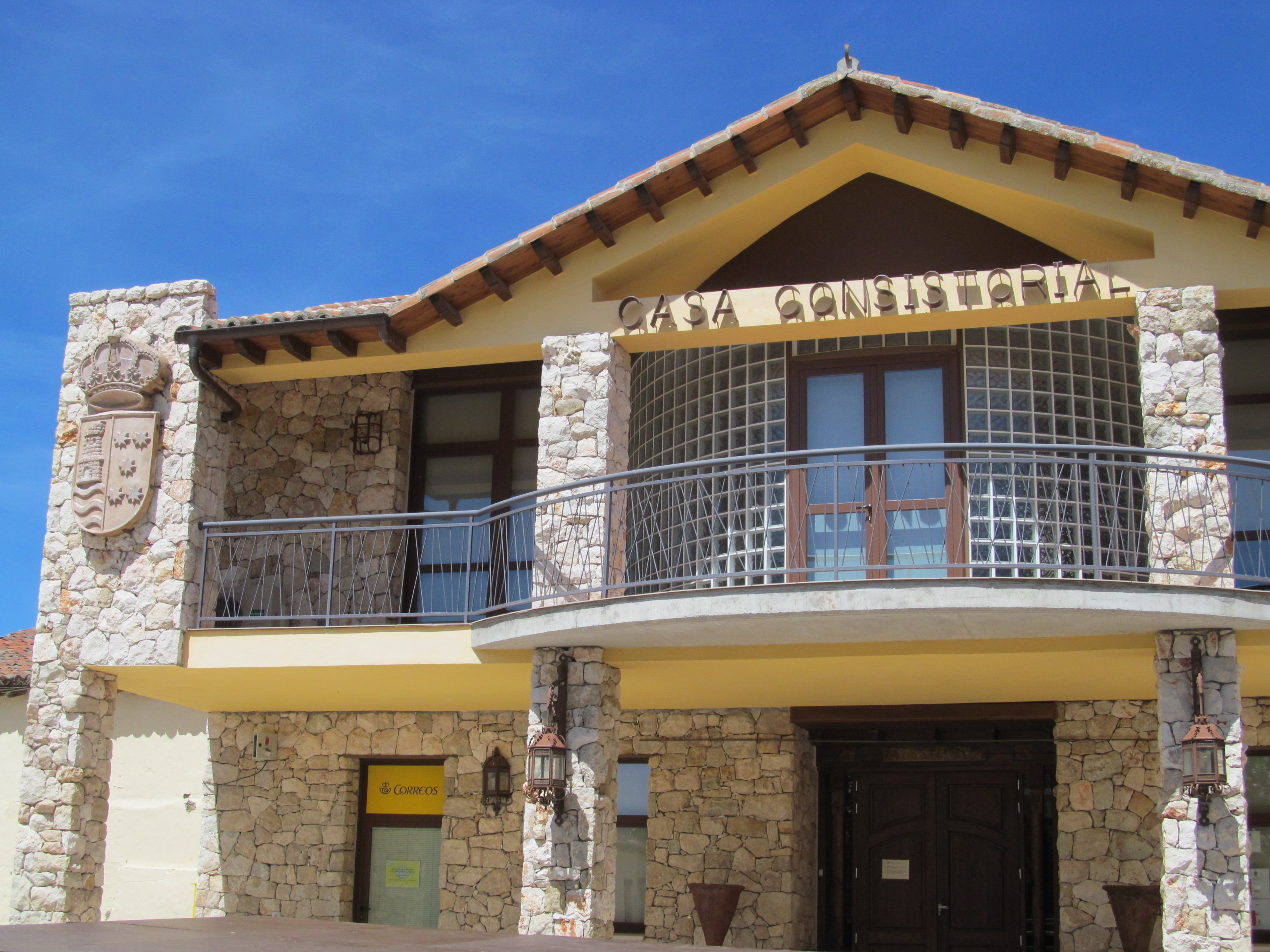
Rathaus